# Rhodamin 6G
Rhodamin 6G (systematische Bezeichnung nach Colour Index Basic Red 1) ist ein stark fluoreszierender Xanthenfarbstoff aus der Gruppe der kationischen Farbstoffe aus der Rhodamin-Familie.

## Eigenschaft
Für Rhodamin 6G lassen sich verschiedene mesomere Grenzstrukturen formulieren. Daher wird elektromagnetische Strahlung im Bereich des sichtbaren Lichts absorbiert und die Verbindung erscheint farbig.

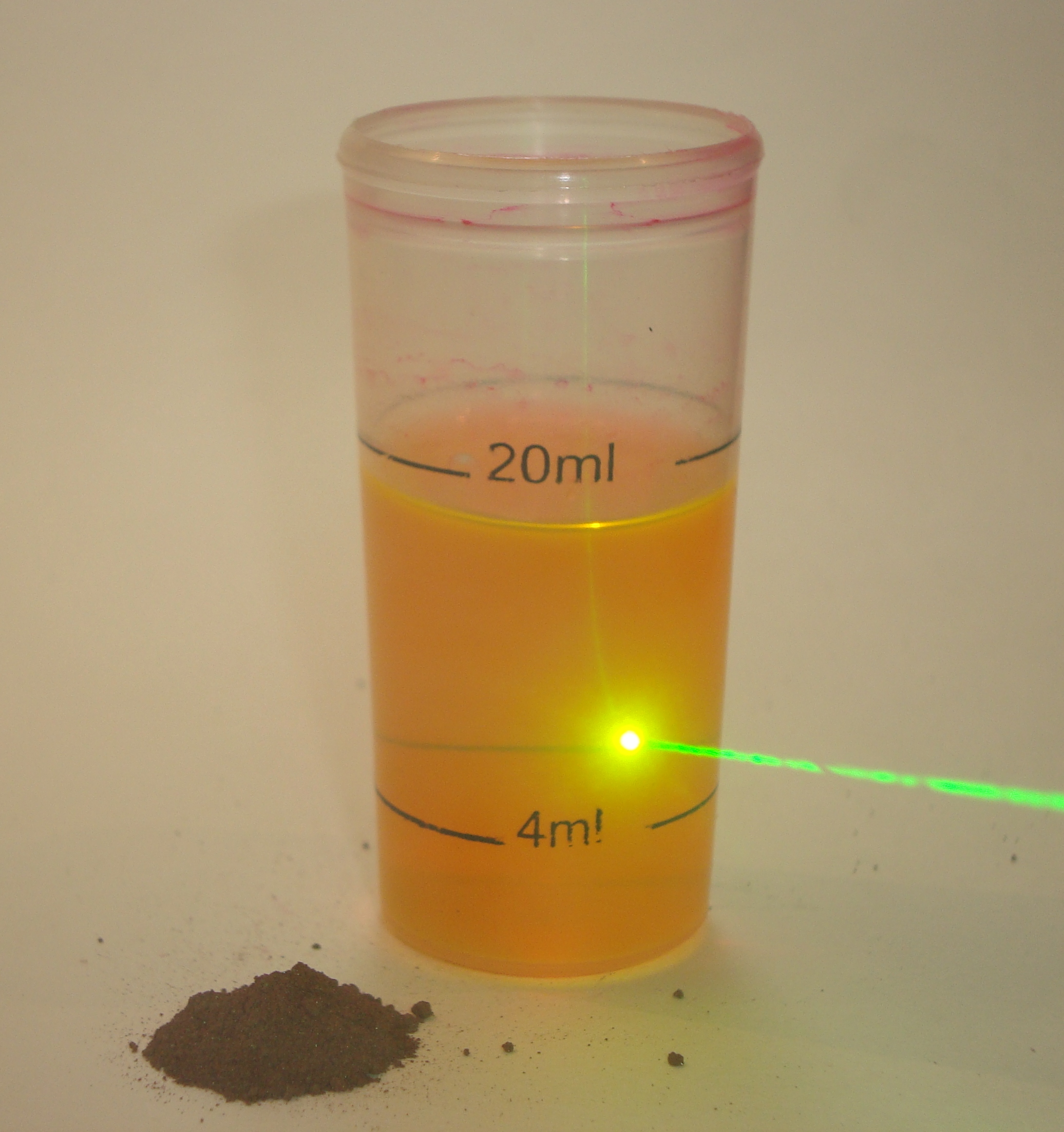
Rhodamin 6G Chloridpulver gemischt mit Methanol, emittiert gelbes Licht unter grüner Laserbestrahlung

Rhodamin 6G kommt normalerweise in drei verschiedenen Formen vor. Rhodamin 6G-Chlorid ist ein bronzefarbenes/rotes Pulver mit der chemischen Formel C28H31ClN2O3. Obwohl diese Formulierung sehr gut löslich ist, ist sie sehr korrosiv gegenüber allen Metallen außer Edelstahl. Andere Formulierungen sind weniger löslich, aber auch weniger korrosiv. Rhodamin 6G-Perchlorat (C28H31ClN2O7) kommt in Form roter Kristalle vor, während Rhodamin 6G-Tetrafluoroborat (C28H31BF4N2O3) als kastanienbraune Kristalle erscheint.
Der Farbstoff hat eine bemerkenswert hohe Photostabilität, eine hohe Fluoreszenzquantenausbeute (0,95), ist kostengünstig und sein Laserbereich liegt nahe an seinem Absorptionsmaximum (ungefähr 530 nm). Der Laserbereich des Farbstoffs beträgt 570 bis 660 nm mit einem Maximum bei 590 nm.
Der Brechungsindex bei einer Wellenlänge von 532 nm beträgt 1,87 (k=0,79).

### Löslichkeit
Butanol (40 g/L), Ethanol (80 g/L), Methanol (400 g/L), Propanol (15 g/L), MEG (50 g/L), DEG (100 g/L), TEG (100 g/L), Isopropanol (15 g/L), Ethoxyethanol (25 g/L), Methoxyethanol (50 g/L), Dipropylenglycole (30 g/L), PEG (20 g/L).

## Verwendung

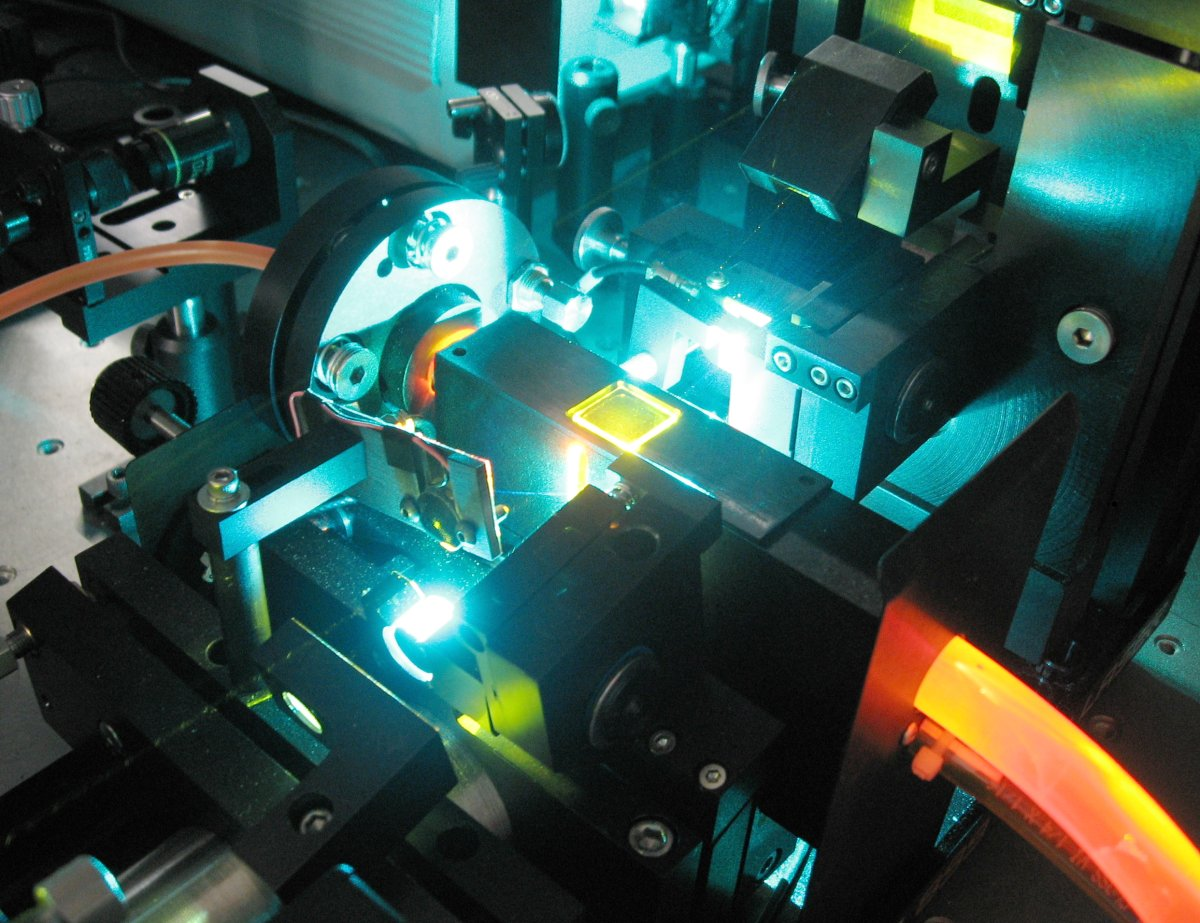
Farbstofflaser auf Rhodamin-6G-Basis. Die Farbstofflösung ist die orange Flüssigkeit in den Röhrchen.

Rhodamin-Farbstoffe sind fluoreszierend und können daher einfach und kostengünstig mit Fluorimetern nachgewiesen werden. Rhodamin-Farbstoffe werden häufig bei biotechnologischen Anwendungen wie Fluoreszenzmikroskopie, Durchflusszytometrie, Fluoreszenzkorrelationsspektroskopie und ELISA eingesetzt. Rhodamin 6G wird als Tracer-Farbstoff in Wasser verwendet, um die Geschwindigkeit und Richtung von Strömung und Transport zu bestimmen.
Rhodamin 6G wird auch als Laserfarbstoff oder Lasermedium in Farbstofflasern verwendet und wird durch die zweite Harmonische (532 nm) eines Nd:YAG-Lasers, Stickstofflasers oder Argon-Ionen-Lasers gepumpt.
Rhodamin 6G wird auch zur Herstellung von Tinte verwendet. Im Textilbereich kann er zum Färben von Baumwolle, Wolle und Seide eingesetzt werden. Auch als Haarfärbemittel findet Rhodamin 6G Verwendung.

## Regulierung
Die Verwendung von Basic Red 1 ist in Deutschland seit 1. Mai 2009 über die Tätowiermittel-Verordnung als Permanent Make-up bzw. Tätowierfarbe verboten.
Seit 5. Januar 2022 gilt in der EU für ebendiese Verwendung eine Begrenzung auf 0,1 % (1000 mg/kg).

## Externe Links zu erwähnten Verbindungen
1. ↑  Externe Identifikatoren von bzw. Datenbank-Links zu Rhodamin 6G-Perchlorat:  CAS-Nr.: 13161-28-9, EG-Nr.: 236-099-4, ECHA-InfoCard: 100.032.803, PubChem: 65202, ChemSpider: 58700, Wikidata: Q81992154.
2. ↑  Externe Identifikatoren von bzw. Datenbank-Links zu Rhodamin 6G-Tetrafluoroborat:  CAS-Nr.: 54854-14-7, EG-Nr.: 259-376-1, ECHA-InfoCard: 100.053.960, Wikidata: Q82864864.